# Justicia
Юстиція, або Якобінія (Justicia) — рід квіткових рослин родини Акантові (Acanthaceae). Родова назва вшановує шотландського садівника Джеймса Юстіса (1698–1763).
Трав'янисті рослини, напівчагарники, рідше чагарники.
Листки яйцеподібні, еліптичні, цільнокрайні.
Квітки маленькі, зібрані в колосся або волоть, іноді поодинокі, білі, лілові, рожеві, рідше червоні.

## Синоніми
Acelica, Adhatoda, Amphiscopia, Anisostachya, Aulojusticia, Averia, Beloperone, Calliaspidia, Calymmostachya, Chaetothylopsis, Chiloglossa, Cyphisia, Cyrtanthera, Cyrtantherella, Dianthera, Dimanisa, Drejerella, Duvernoia, Emularia, Ethesia, Glosarithys, Harnieria, Heinzelia, Hemichoriste, Heteraspidia, Ixtlania, Jacobinia, Kuestera, Libonia, Lophothecium, Lustrinia, Nicoteba, Orthotactus, Parajusticia, Petalanthera, Plagiacanthus, Plegmatolemma, Porphyrocoma, Psacadocalymma, Rhacodiscus, Rhiphidosperma, Rhyticalymma, Rodatia, Rostellaria, Rostellularia, Saglorithys, Salviacanthus, Sarotheca, Sericographis, Simonisia, Solenochasma, Stethoma, Tabascina, Thalestris, Thamnojusticia, Tyloglossa